# Comuna de Kleczew
Kleczew (polaco: Gmina Kleczew) é uma gminy (comuna) na Polónia, na voivodia de Grande Polónia e no condado de Koniński. A sede do condado é a cidade de Kleczew.
De acordo com os censos de 2004, a comuna tem 9729 habitantes, com uma densidade 88,3 hab/km².

## Área
Estende-se por uma área de 110,12 km², incluindo:
- área agricola: 75%
- área florestal: 1%

## Demografia
Dados de 30 de Junho 2004:
|                      | Total   | Total | Mulheres | Mulheres | Homens  | Homens |
| -------------------- | ------- | ----- | -------- | -------- | ------- | ------ |
|                      | pessoas | %     | pessoas  | %        | pessoas | %      |
| População            | 9729    | 100   | 4952     | 50,9     | 4777    | 49,1   |
| Densidade (pop./km²) | 88,3    | 100   | 45       | 45       | 43,4    | 43,4   |

De acordo com dados de 2002, o rendimento médio per capita ascendia a 3286,56 zł.

## Subdivisões
- Adamowo, Budzisław Górny, Budzisław Kościelny, Izabelin, Jabłonka, Janowo, Kalinowiec, Kamionka, Marszewo, Miłaczew, Nieborzyn, Przytuki, Roztoka, Sławoszewek, Sławoszewo, Tręby Nowe, Wielkopole, Wola Spławiecka, Zberzyn, Złotków.

## Comunas vizinhas
- Kazimierz Biskupi, Orchowo, Ostrowite, Powidz, Ślesin, Wilczyn